# Janáčkovo kvarteto

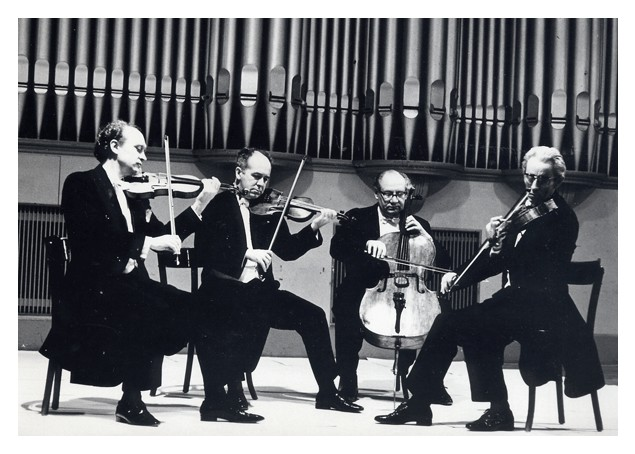
Janáčkovo kvarteto (Trávníček-Sýkora-Krafka-Kratochvíl).

Janáčkovo kvarteto je smyčcové kvarteto s tradičním obsazením: 1. housle, 2. housle, viola a violoncello.

## Historie
První kvarteto s tímto názvem vzniklo roku 1934 v Brně z hráčů Rozhlasového orchestru a Zemského divadla. Tvořili ho: J. Holub (1. housle), J. Kuchař (2. housle), J. Gotthard (viola) a J. Petzný (violoncello). Po čtyřech letech kvarteto zaniklo.
Další kvarteto téhož jména se utvořilo roku 1947 (první vystoupení se uskutečnilo 21. října téhož roku) z iniciativy studentů brněnské konzervatoře, která byla založena právě díky Leoši Janáčkovi. Jméno Janáčkovo kvarteto oficiálně směli používat až od roku 1949, kdy prokázali své dovednosti. Zakládající sestavu tvořili Jiří Trávníček (1. housle), Miroslav Matyáš (2. housle), Jiří Kratochvíl (viola) a Karel Krafka (violoncello). Hráli v kvartetu po dobu dalšího studia na Janáčkově akademii múzických umění v Brně i později, kdy se kvarteto stalo od ledna 1951 součástí tehdejšího Symfonického orchestru kraje Brněnského. Za dirigenta Václava Neumanna byla polovina jejich orchestrálního úvazku změněna na kvartetní a mohli začít studovat a hrát zpaměti.
První úspěchy se dostavily již v roce 1955 při zájezdu do Egypta, Libanonu, Řecka a Sýrie a rok nato na koncertě v Západním Berlíně. Téhož roku byly sloučeny Symfonický orchestr kraje Brněnského se Symfonickým orchestrem brněnského rozhlasu a vznikla Státní filharmonie Brno, nynější Filharmonie Brno. Tam se Janáčkovo kvarteto stalo komorním souborem na plný úvazek a jeho členové byli zbaveni orchestrálních povinností.
Začaly se dostavovat první úspěchy a v roce 1957 natočilo Janáčkovo kvarteto svou debutovou desku. Soubor dosáhl řady ocenění: Krajská cena Leoše Janáčka (1956), Řád práce (1960), Cena osvobození města Brna (1962), Grand Prix du Disque (1964, 1965), Preis der deutschen Schallplattenkritik (1965), Cena svazu československých skladatelů (1966), Cena Supraphonu za nejlepší nahrávku roku (1969), Národní cena (1979). Koncerty kvarteta byly kritikou hodnoceny v superlativech, stávalo se hostem na významných festivalech a natočilo řadu hudebních snímků pro přední společnosti.

## Současnost
Janáčkovo kvarteto prošlo za dobu své činnosti generační obměnou, kdy zakladatelé byli střídáni novou generací umělců, mnohdy to byli přímo jejich žáci. Změny v obsazení se téměř dovršily nástupem nynějšího primária Miloše Vacka, který úspěšně navázal na své předchůdce. V současnosti vystupuje Janáčkovo kvarteto ve složení: Miloš Vacek (1. housle), Richard Kružík (2. housle), Jan Řezníček (viola) a Břetislav Vybíral (violoncello).
Kvarteto pořádá ročně průměrně přes 50 vystoupení doma i v zahraničí. Vystupovalo v londýnské Wigmore Hall a bylo třikrát pozváno uspořádat koncert v Queen’s Hall ve skotském Edinburghu. Hostovalo ve francouzském Gijónu, v rakouském Linci nebo na Music Festival Korsholm ve Finsku. Každoročně prokazuje své mistrovství na zájezdech po Dálném východě. Doma vystupuje na Pražském jaru i na samostatných koncertech v pražském Rudolfinu.
Velký úspěch mívá komponovaný pořad sestavený ze dvou vynikajících Janáčkových kvartetů a z citací jeho dopisů Kamile Stösslové ilustrujících milostný vztah stárnoucího skladatele a mladé ženy, v pořadu spoluúčinkují Jitka Molavcová a Alfred Strejček.

## Historická obsazení
Janáčkovo kvarteto hrálo v těchto obsazeních (l. housle, 2. housle, viola, violoncello):
- 1947 – 1952

Jiří Trávníček – Miroslav Matyáš – Jiří Kratochvíl – Karel Krafka
- 1952 – 1973

Jiří Trávníček – Adolf Sýkora – Jiří Kratochvíl – Karel Krafka
- 1973 – 1984

Bohumil Smejkal – Adolf Sýkora – Jiří Kratochvíl – Karel Krafka
- 1984 – 1989

Bohumil Smejkal – Adolf Sýkora – Jiří Kratochvíl – Břetislav Vybíral
- 1989 – 1993

Bohumil Smejkal – Adolf Sýkora – Ladislav Kyselák – Břetislav Vybíral
- 1993 – 1994

Jiří Novotný – Adolf Sýkora – Ladislav Kyselák – Břetislav Vybíral
- 1994 – 1996

Jiří Novotný – Vítězslav Zavadilík – Ladislav Kyselák – Břetislav Vybíral
- 1996 – 2008

Miloš Vacek – Vítězslav Zavadilík – Ladislav Kyselák – Břetislav Vybíral
- 2008 –

Miloš Vacek – Vítězslav Zavadilík – Jan Řezníček – Břetislav Vybíral
2015/2016 : Miloš Vacek - Richard Kružík - Jan Řezníček - Břetislav Vybíral

## Diskografie
Mezi množstvím nahraných hudebních nosičů patří tyto k nejúspěšnějším:
W. A. Mozart, L. Janáček, A. Dvořák: Smyčcové kvartety (Deutsche Gramophon 1956), 

B. Smetana, A. Dvořák: Smyčcové kvartety (Deutsche Gramophon 1956), 

A. Dvořák, J. Haydn: Smyčcové kvartety, klavír – Eva Bernáthová (Deutsche Gramophon 1957), 

A. Dvořák, J. Haydn: Smyčcové kvartety, klavír – Eva Bernáthová (Eterna 1957), 

J. Novák: Smyčcový kvartet č. 2 D dur, op. 35 (Supraphon 1957, 2000), 

W. A. Mozart: Smyčcový kvartet G dur, op. 80, L. Koželuh: Smyčcový kvartet B dur, op. 32 (Supraphon 1957), 

J. Kvapil: Smyčcový kvartet č. 4, L. Janáček: Smyčcový kvartet č. 1 (Supraphon 1957), 

J. Brahms: Smyčcové kvartety (Deutsche Gramophon 1958), 

F. Mendelssohn-Bartholdy, L. v. Beethoven, hraje i Smetanovo kvarteto (Westminster 1959, Supraphon 2002), 

D. D. Šostakovič: Kvintet pro klavír op. 57, Smyčcový kvartet op. 83, klavír – Eva Bernáthová (Supraphon 1961), 

L. v. Beethoven: Smyčcové kvartety č. 6 a č. 16 (Supraphon 1962, 1966), 

B. Martinů: Smyčcový kvartet č. 5, H 268 (Supraphon 1962), 

F. Schubert: Smyčcový kvartet č. 13 a moll (Supraphon 1963), 

C. Franck: Kvintet pro klavír a smyčcové kvarteto f moll, klavír – Eva Bernáthová (Supraphon 1963), 

L. Janáček: Smyčcové kvartety (Supraphon 1964, 2000, 2004), 

L. v. Beethoven: Smyčcový kvartet č. 8 e moll (Razumovský) (Supraphon 1964, 2000, 2004), 

O. Ferenczy: Houslový kvartet č. 1 (Supraphon 1965), 

F. Mendelssohn-Bartholdy: Oktet pro smyčcové nástroje Es dur, op. 20, hraje i Smetanovo kvarteto (Supraphon 1968, 2002), 

B. Britten: Smyčcový kvartet č. 2, C dur, op. 36 (Supraphon 1969), 

B. Martinů: Klavírní kvintet č. 2, H 298 (Supraphon 1982), 

W. A. Mozart, J. Suk, A. Dvořák (Amabile 1994), 

L. Janáček: Smyčcové kvartety (Live Notes 1995), 

W. A. Mozart, C. Debussy: (Fond Leoše Janáčka 1997), 

A. Dvořák: Klavírní kvintet op 81, klavír – Masahiro Saitoh (Live Notes 1997), 

L. Janáček: Smyčcové kvartety (Folprecht FCC 1998), 

W. A. Mozart: Flétnové kvintety op. 593, op. 515, flétna – Alexandre Magnin (Da Camera magna 2000), 

J. Haydn, L. Janáček, A. Dvořák: Smyčcové kvartety (Top Moravia 2000), 

J. Brahms: Smyčcové kvartety (Supraphon 1988, 2001), 

J. Brahms, J. Padro, F. Schubert: violoncello – Asier Polo, klavír – Rosa Torres-Pardo (Fundacion reina Sofia 2002), 

Leoš & Kamila, recitace – Alfred Strejček, Jitka Molavcová (Telos music 2003), 

L. Janáček: Smyčcové kvartety (vlastní náklad 2003), 

W. A. Mozart: Flétnové kvintety op. 174, op. 406, flétna – Alexandre Magnin (Da Camera Magna 2005), 

Důvěrné listy, recitace – Alfred Strejček, Jitka Molavcová (Zentiva 2007), 

Janáček, Mysliveček (Nippon Acoustic Records 2009), 

Sampler pro Abeille (Supraphon 2009), 

The Art of Czech Quartets (Supraphon 2009).